# Bruno Ceccobelli
Bruno Ceccobelli (Montecastello di Vibio, 2 settembre 1952) è un artista, pittore e scultore italiano.

## Biografia
Poco dopo la nascita la famiglia si trasferì a Todi, ove crebbe; finita la scuola, si recò a Roma per intraprendere studi artistici. Nella Capitale frequentò l'Accademia di Belle Arti, in cui fu allievo di Toti Scialoja, dal quale apprese la teoria e la pratica dell'astrattismo.
Secondo il Gramiccia, la sua arte, che per alcuni aspetti richiama il conterraneo Alberto Burri e che condivide certi caratteri dell'Arte Povera, si inserisce nel contesto del più generale "ritorno alla pittura" che contraddistingue la sua generazione di artisti (si pensi, in questo senso, al movimento della Transavanguardia)". Tuttavia, secondo ciò che ne scrisse il medesimo Ceccobelli, attraverso lo studio della teosofia, dell'alchimia e delle filosofie orientali, Ceccobelli pervenne a un vero e proprio simbolismo spirituale e sacrale, che lo differenziava dalle correnti sopra richiamate. A tale proposito, scrisse infatti: "Non voglio essere un artista alla moda, ma appartenere a tutti i tempi ed è per questo che credo in un'arte preveggente, non storica né letteraria o sociologica, né stilistica; credo in un'arte simbolica, che dia un messaggio e sia di pacificazione con il mondo".

## Vita Privata
È sposato dal 1984 con Caterina Fabris, figlia dello scultore Toni Fabris e nipote dello scultore Luigi Fabris.
Insieme hanno avuto due figli gemelli nel 1986, Auro e Celso.

## Gruppi romani
Nei primi anni Ottanta, insieme ad altri artisti compagni di studi, si insediò nell'ex-pastificio Cerere, un grande spazio industriale abbandonato situato nel quartiere San Lorenzo. Del gruppo, poi noto come Nuova Scuola Romana o Gruppo di San Lorenzo o Officina San Lorenzo, fanno parte anche Piero Pizzi Cannella, Marco Tirelli, Giuseppe Gallo, Gianni Dessì, Nunzio Di Stefano e Domenico Bianchi. Come scrive Achille Bonito Oliva, questi artisti sono "tutti portatori di poetiche individuali e tutte affluenti in una comune mentalità estetica e visione morale dell'arte"".

## Esposizioni
Nel 1971 espose per la prima volta in una collettiva nel Palazzo Comunale di Albach, in Austria e, sei anni dopo, tenne la sua prima personale presso la Galleria Spazio Alternativo di Roma, dove espose lavori di carattere concettuale, e partecipò a due collettive presso La Stanza, uno spazio indipendente autogestito da artisti.
Negli anni seguenti ricevette numerosi inviti internazionali, esponendo nel 1979 al Festival della Cultura Italiana di Belgrado e, successivamente, ad alcune collettive in Francia, Germania e Croazia. In particolare, da Yvon Lambert a Parigi espone Morpheus, "un lavoro articolato in elementi diversi coesi da un nesso simbolico".
Nel 1980 fu invitato alla Biennale des Jeunes di Parigi, quindi alla galleria Ugo Ferranti di Roma e da Ivon Lambert a Parigi (1981). Nel 1983, infine, tenne una personale alla galleria Salvatore Ala di New York.
Nel 1984 il critico Achille Bonito Oliva cura la mostra Ateliers, in cui gli artisti del Pastificio Cerere aprono i loro studi al pubblico. È l'affermazione del Gruppo di San Lorenzo sulla scena artistica internazionale. Nello stesso anno, Ceccobelli fu invitato alla Biennale di Venezia, con opere esposte nella sezione Aperto '84. Nel 1986 arrivò un secondo invito alla Biennale di Venezia, con una sala nella sezione Arte e Alchimia curata da Arturo Schwarz.

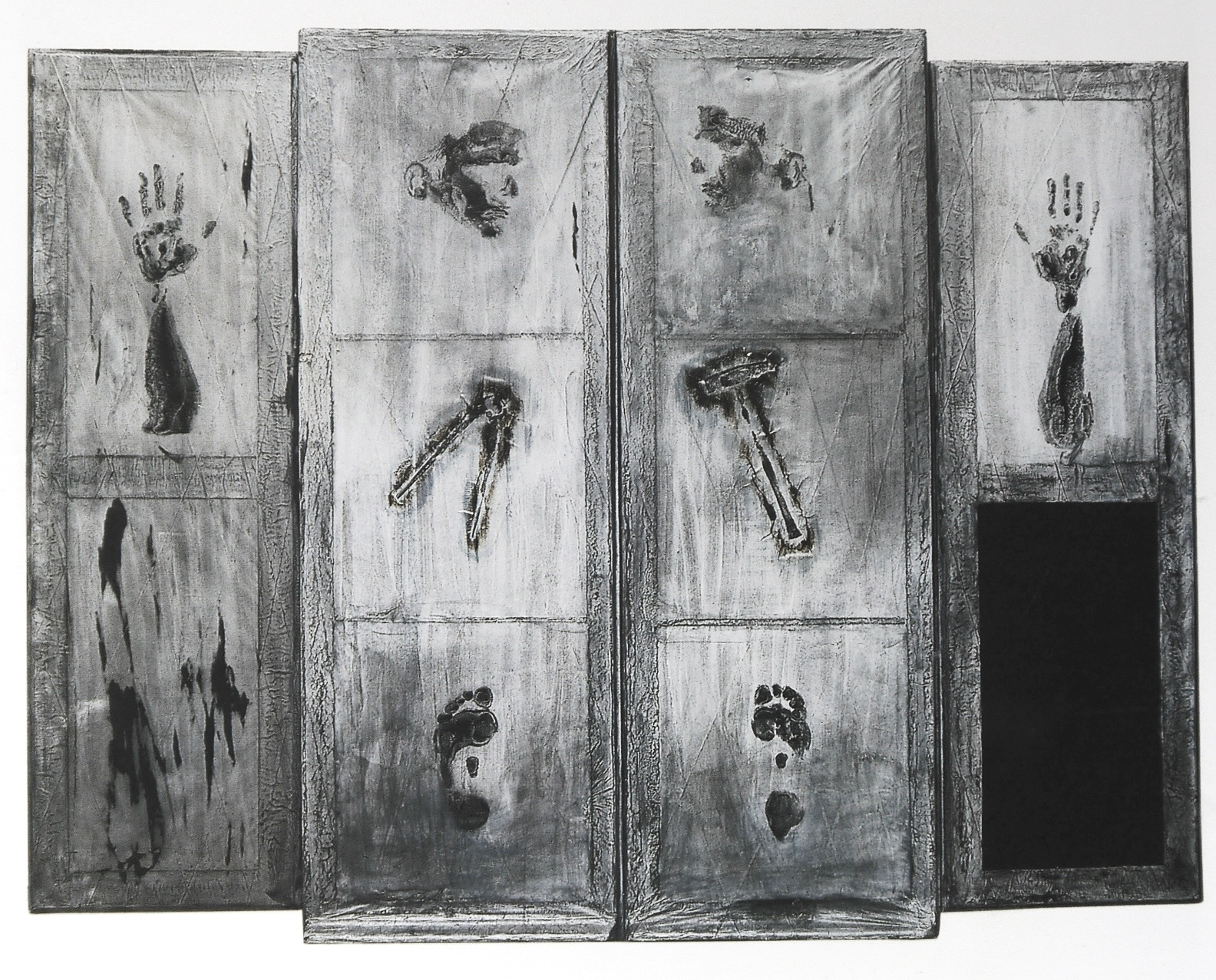
Artista Re (1987), paper on wood, graphite and wax, 160 x 205 cm

Gli Ottanta si chiusero con molte mostre internazionali: nel 1985 fu a New York, da Gian Enzo Sperone Westwater; nel 1988 tenne una triplice esposizione a New York presso Jack Shainmann, a Roma presso il Centro di Cultura Ausoni e a Madrid, presso la Galleria Mar Estrada. In occasione di questa mostra, Italo Mussa curò il primo catalogo ragionato: Le figure, le case, i pozzi, ovvero La vita delle Ombre nei Recinti Sacri (De Luca Editori d'Arte, Roma 1988); nel 1989 fu a Parigi (Yvon Lambert), Londra (Mayor Rowan) e Barcellona (Thomas Carstens).
Gli anni Novanta si aprirono con esposizioni in Germania, Austria, Canada e Italia. Nel 1994, inoltre, tenne un corso di formazione presso l'Ecole Nationale des Beaux-Artes del Senegal. Nel 1996 fu invitato alla Quadriennale di Roma e nel 1999 Arturo Schwarz presentò la mostra Trascorsi d'Asfalto presso la Galleria Guastalla di Livorno. Nello stesso anno vinse il concorso "Progetto Arte Roma", consistente nella decorazione della metropolitana di Roma: realizzò un grande mosaico alla stazione EUR Fermi.

## Altre opere
In occasione del Giubileo del 2000 realizzò i portali in bronzo del Duomo di Terni.
Nel 2002 tenne la mostra Classico Eclettico presso il Museo Archeologico di Villa Adriana a Tivoli, in cui alcune sue sculture in marmo e altre opere dialogano con manufatti dell'epoca classica. Nel 2004 realizzò a Gibellina il mosaico L'eternità è la vera medicina.

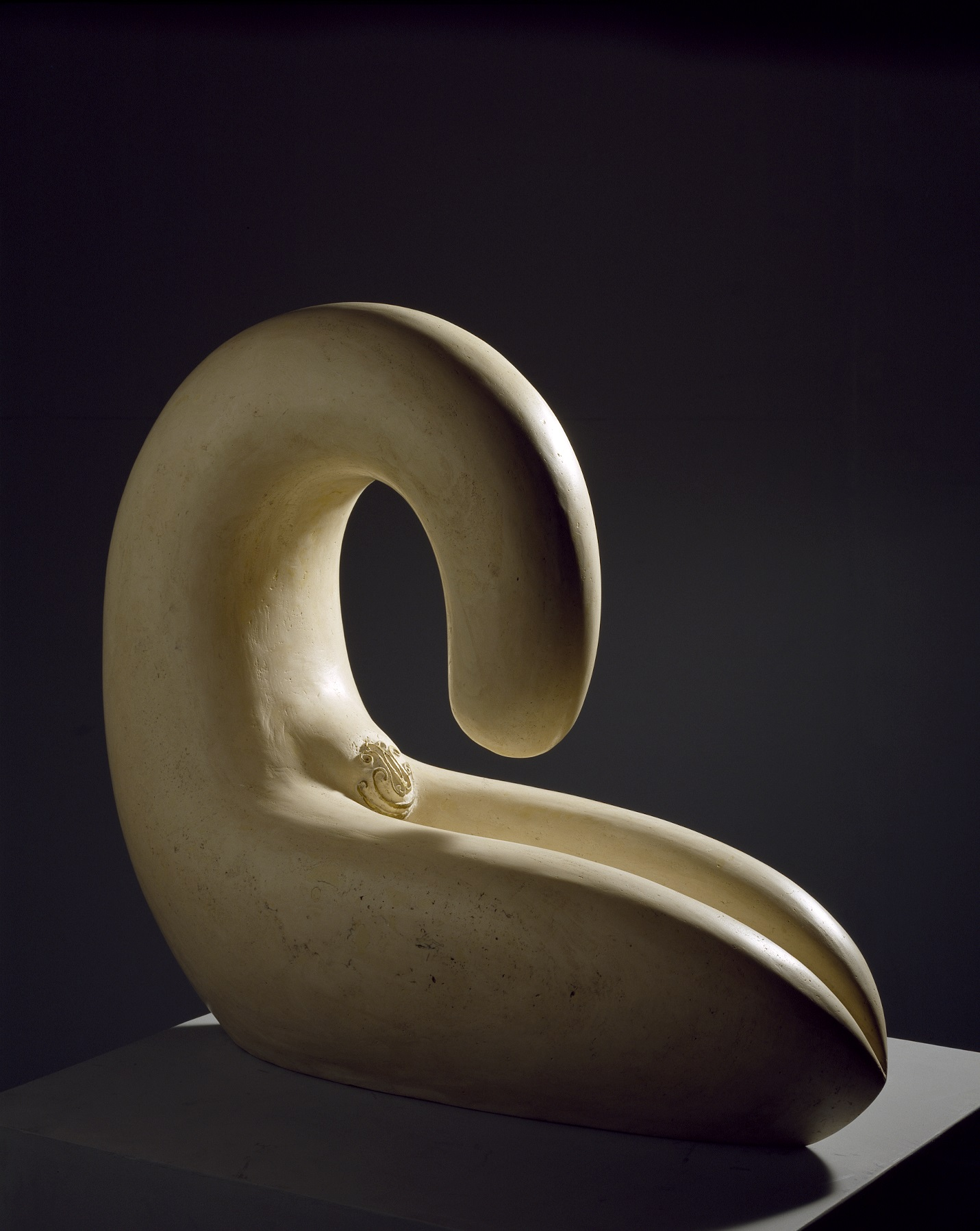
Leda (2000), travertino, foto di Aurelio Amendola

Nel 2005 ricoprì la carica di Direttore dell'Accademia di Belle Arti di Perugia, che però lasciò dopo appena un anno per dedicarsi esclusivamente alla produzione artistica. Nel 2006 espose sculture in marmo a Verona e Pietrasanta, e partecipò alla mostra collettiva San Lorenzo presso Villa Medici a Roma. Nel 2007 presentò l'installazione Longa marcia post-temporale alla galleria Volume! a Roma, e nel 2008 Invasi, esposta alla Fondazione Pastificio Cerere, con la quale ricordava allo spettatore che l'uomo è uno spirito racchiuso in un vaso corporeo e, pertanto, invaso sin dall'origine dal divino.
Nel 2009 propose l'installazione Attici unici presso la galleria Attico di Fabio Sargentini, in cui il visitatore è invitato ad entrare in grandi sacchi che pendono dal soffitto, interagendo con essi in un percorso che lo porta a esplorare la simbologia dei quattro elementi (acqua, aria, terra e fuoco) e che lo conduce alla sintesi umana. Partecipò infine al Natalis in Urbe con una installazione nella Basilica dei Santi Giovanni e Paolo al Celio di Roma.
Nel 2009 il museo Mart di Rovereto curò la prima retrospettiva dedicata all'Officina San Lorenzo. Si storicizzò così l'esperienza di uno dei sodalizi artistici più vitali dell'ultimo scorcio del Novecento. Il catalogo della mostra, corredato da testi e apparati critici, faceva il punto sull'opera dei sei di San Lorenzo e li contestualizzava all'interno dei movimenti più influenti dell'arte contemporanea.
Nel 2010 tenne la mostra San Lorenzo: Limen, la soglia dell'arte curata da Achille Bonito Oliva a Roma, e partecipò alla XVI Biennale di Arte Sacra contemporanea organizzata dalla Fondazione Stauròs. Nello stesso anno R. Rodriguez curava la rilevante esposizione In carta sogni. Opere su carta 1980-2010, che per la prima volta storicizzava le principali opere grafiche di Ceccobelli.
Nel 2011 da ricordare sono Grandi opere... grandi, presso la Fondazione Marconi di Milano e la partecipazione al Padiglione Italia, Regione Lazio, alla Biennale di Venezia.
Nel 2012 si sono svolte la mostra personale Eroi d’Eros, a Catania nella Galleria d’Arte Orizzonti, con testo di A. Schwarz; e la collettiva Arte Contemporanea a Cassino, a cura di B. Corà, Museo Camusac.
Nel 2013 presentò la personale 209 – Icona from NYC, a Novara, presso la Galleria Sorrenti; il Caffè Florian apre a Firenze, con l'esposizione permanente di una parte della collezione Fendi, dove è presente con un'installazione; è poi di grande rilevanza la collettiva curata da D. Lancioni Gli anni settanta – arte a Roma al Palazzo delle Esposizioni, a Roma.
Nel 2014 Bruno Ceccobelli realizzò Port’Ostensorio mostra a cura di A. Dambruoso, a Pietrasanta, nella Galleria Susanna Orlando; ed è presente nella collettiva Renè Marti Collection, ad Amsterdam, nella Galerie BMB; e in quella curata dal Centro Robert F. Kennedy "I Have A Dream" nel Palazzo Reale, a Milano, poi itinerante a Monte Carlo, con l'asta benefica I Defend Gala; poi con Fuoco nero – Materia e struttura attorno e dopo Burri, a cura di A. C. Quintavalle, a Parma, nel Salone delle Scuderie in Pilotta.
Nel 2015 presentò Capovolgere – ABC Ceccobelli, a cura di M. Smarrelli, a Roma, presso la Fondazione Pastificio Cerere; Da New York in Umbria – Louise Nevelson Bruno Ceccobelli ad Amelia, alla Fondazione Aldega, e Icons Ceccobelli a cura di L. Zichichi – il Cigno Edizioni e Istituto Italiano per la Cultura a San Pietroburgo, San Pietroburgo, Museo dell’Accademia di Russia Fine Arts; mentre la Fondazione VOLUME! Art Contemporain, presenta a Saint-Etienne Métropole, nel Museo d’Arte Moderna e Contemporanea, una grande collettiva di installazioni site specific.
Nel 2016 ebbero luogo Ceccobelli e le Icone della Collezione Classense – La Forma del Dialogo, a cura di L. Zichichi – il Cigno Edizioni, a Ravenna, con due installazioni site specific una a Sant’Apollinare in Classe e l'altra al Museo Nazionale di San Vitale; Con Sorti Belli, a Roma, nella Galleria d’Arte Augusto Consorti; e Autoritratti da dentro – La ceramica prende forma, a cura di M. Tonelli, a Montelupo Fiorentino, nel Palazzo Podestarile.
Undisclosed stories è una delle collettive da annoverare per il 2017 a cura di D. Sarchioni e M. C. Monaci, a Capalbio, nel Palazzo Collacchioni; e ancora500 Angeli & Artisti a Monza, nella Reggia.
Nel 2018 ha partecipato alle collettive Challenging Beauty - Insights in italian contemporary art, a cura di Lorand Hegyi, nel Parkview Museum di Singapore; e 100% Italia – Cent’anni di capolavori, a Torino, nel Museo Ettore Fico; e realizza la grande installazione site specific T’odi a cura dell'Ass. Todi per l’Arte, con un testo di D. Lancioni, a Todi, nella Sala delle Pietre.
Nel 2019 si sono tenute le personali Doppia luce, a cura di A. Fiz, a Brescia, nella Galleria E3 Arte Contemporanea; e MORMORIIMARMOREI, a cura di M. Tonelli, nel Museo di Palazzo Collicola, in occasione del 62º Festival di Spoleto.

## Altre attività
Nel 1970 e nel 1971 realizza dei video con azioni performative o interventi su pellicola ora conservati al Museo Nazionale del Cinema di Torino.
Tra il 1973 e il 1975 frequentò la Galleria Gap - Gruppo di Azione Preventiva (Galleria d'arte di Gianni Fileccia, Carlo Maurizio Benveduti, Tullio Catalano e Franco Falasca in via Monserrato, Roma), dove avranno sede anche l'Ufficio Consigli per Azioni e l'Ufficio per l'Immaginazione Preventiva - S.p.A. (Società per Azioni), di cui fece parte Bruno Ceccobelli: consiste negli interventi concettuali di un centinaio artisti redatti su fogli ciclostilati. Ciascun autore "autogestiva" la divulgazione del proprio lavoro, inviandolo per posta a critici, galleristi, direttori di musei, altri artisti, ecc.. Il materiale è raccolto tra il 12 maggio 1972 ed il 15 maggio 1975 e pubblicato in un Catalogo, poi esposto nella Biennale di Venezia del 1976.
Nel 1976 e nel 1977 partecipa come attore, costumista e scenografo nelle compagnie teatrali Gruppo '76 e La Gaia Scienza.
Nel 2017 ha realizzato, per Fabrizio Fabbri Editore e Ars Illuminandi, le illustrazioni del volume Teologia Estetica per un Nuovo Rinascimento, con scritti di Papa Benedetto XVI.
Dopo una carriera trascorsa quasi interamente a Roma, Ceccobelli è tornato a Montemolino di Todi, dove vive in una vecchia torre di guardia risalente all'anno Mille.
Ceccobelli ha collaborato con importanti fotografi, tra cui Tom Haartsen, John Stoel, Steven Tucker, Ottavio Celestino, Pino Settanni, Chris Felver, Mimmo Capone, Stefano Fontebasso de Martino, Aurelio Amendola, Sandro Vannini.

## Opere letterarie
Ceccobelli accompagna la sua produzione artistica di pittore, scultore e ceramista con opere letterarie che ha poi raccolto in quattro libri:
- L'arte del possibile reale, a cura di L. Marucci, Stamperia dell'Arancio, Grottammare-Ascoli Piceno 1994;
- Le battane di bronzo, a cura di G. R. Manzoni, Stamperia dell'Arancio, Grottammare-Ascoli Piceno 1994;
- Color Bellezza, a cura di N. Micieli, Il Grandevetro-Jaca Book, Pisa 2002;
- Tempo senza tempo della pittura, De Luca Editori d'Arte, Roma 2005;
- Gratiaplena. Economia della grazia, a cura di M. Bastianelli, Effe Fabrizio Fabbri Editore, Perugia 2008, 2011.

## Opere in musei e collezioni
- Galleria Civica di Modena con le opere: Carico volatile (1989), Genero Tre (1989).
- Galleria degli Uffizi di Firenze (Complesso vasariano), con l'opera in deposito: Autoritratto di Ceccobelli Bruno (con pallone gonfiato) (1984).
- MACK - Museo Arte Contemporanea di Crotone
- MAGA Museo d'arte di Gallarate con l'opera: Pigmalione (1981).
- MAMbo - Museo d'Arte Moderna di Bologna
- Museo Carandente, Palazzo Collicola - Arti visive di Spoleto
- Museo d'arte sacra contemporanea Stauros (santuario di San Gabriele) di Isola del Gran Sasso d'Italia con l'opera: Mater Sofia (1982).
- Museo delle Trame Mediterranee di Gibellina con l'opera: Achille+Boni+tool+va (1989).
- Pinacoteca civica del Muro Dipinto di Dozza
- The Museum of Modern Art (New York) MoMA di New York
- Museum Moderner Kunst Stiftung Ludwig (Vienna) MUMOK di Vienna
- Museo di arte contemporanea (Roma) MACRO[9]
- Museum of Fine Arts Boston[10]
- Groninger Museum - Groninga[11]
- Collezione Farnesina
- Museo di Portofino[12]
- Museo dello Splendore[13]
- Collezione Maramotti[14]
- Fabbrica Borroni[15]
- Merano Arte im Haus der Sparkasse
- Collezione Banca Intesa Sanpaolo[16]
- Collezione Unicredit Group[17] opera "Feuchter Hirsch, 1985"
- Maon - Museo dell'Arte dell'Otto e del Novecento
- Banca di Credito Cooperativo di Calcio e Covo[18]
- Cassino Museo Arte Contemporane[19]
- Fondazione de Fornaris
- Collezione Eni Museum[20]
- CIAC Centro Italiano Arte Contemporanea Foligno
- Museo Opificio Rubboli di Gualdo Tadino